# Augustin Gamél (1839-1904)
 Der er flere personer med dette navn, se Augustin Gamél.
Augustin Cyrille Vilhelm Victor Gamél (født 10. marts 1839 i København, død 16. juni 1904 sammesteds) var en dansk handelsmand (urtekræmmer), søn af Antoine Gamél og bror til Arnold Gamél.
Overfor offentligheden har Gamél særlig gjort sig bekendt ved sin understøttelse af arktiske undersøgelser og opdagelsesrejser. Da daværende løjtnant A.P. Hovgaard efter at være vendt hjem fra sin deltagelse i Vega-ekspeditionen udarbejdede en plan til en Nordpolsekspedition, trådte Gamél til for at få planen realiseret.
Han købte og udrustede et skib, som han efter sin moder gav navnet Dijmphna, og bar den overvejende del af ekspeditionens omkostninger. Dijmphna-ekspeditionen afgik 1882. Senere trådte han hjælpende til, da Fridtjof Nansen ikke i Norge kunne opnå de fornødne midler til sin skifærd over Grønlands indlandsis 1888.
Gamél blev Ridder af Dannebrog 1883, etatsråd 1888 og Dannebrogsmand 1894.
Han er begravet på Assistens Kirkegårds katolske afdeling.
I 1891 blev Gamél og hans hustru portrætteret af H.C. Jensen. Portrætteret på tegning af Knud Gamborg fra Fridtjof Nansens besøg 1896 (Det Nationalhistoriske Museum på Frederiksborg Slot).